# Sid Meier’s Civilization IV: Warlords
Civilization IV: Warlords — первое дополнение к компьютерной игре Civilization IV, вышедшей летом 2006 года.

## Игровой процесс
Отличия от оригинала:
- Появилась возможность делать другие цивилизации своими вассалами;
- У каждой цивилизации появилось по одному уникальному зданию;
- Восемь новых сценариев;
- 6 новых цивилизаций и 10 новых лидеров (включая новых лидеров для уже существующих цивилизаций);
- 3 новых чуда света;
- Новая категория великих людей — великие полководцы (англ. Great Generals);
- 3 новых особенности лидеров (Charismatic, Protective и Imperialistic).

## Сценарии
- «Пелопоннесская война» (англ. Peloponnesian War, от 1 до 2 игроков) — афиняне начинают игру с сильной экономикой и властью над морем, но их империя слишком крупная для их армии. Спартанцы имеют мало заморских владений, но обладают могущественной армией. У обеих сторон есть союзные города-государства, обозначенные в игре как вассалы;
- «Объединение Китая» (англ. Chinese Unification, от 1 до 5 игроков) — сценарий длительностью 200 ходов, в котором игроку предстоит возглавить одно из государств периода Сражающихся царств и объединить Китай. Вместо религий, сценарий использует кровные узы, распространяемые эмиссарами. ООН заменяет Совет Императора;
- «Завоевания Александра» (англ. Alexander's Conquest, 1 игрок) — сценарий, в котором управляющий Македонией, игрок должен завоевать Персию, Египет и Индию; Александр Македонский присутствует в виде великого полководца (он не может быть убит а лишь ранен на несколько ходов). Вместо институтов власти, игрок может выбирать различные титулы (например, «Александр Выскочка» или «Александр Великий»);
- «Возвышение Рима» (англ. The Rise of Rome, от 1 до 5 игроков) — кроме римлян, в сценарии присутствуют также карфагеняне, галлы, греки и египтяне;
- «Викинги» (англ. Vikings, 1 игрок) — управляя викингами под предводительством Рагнара Лодброка, игрок должен собрать огромную сумму золота; это можно сделать, захватывая города на территории Англии, Ирландии и Северной Франции и возвращая их в обмен на выкуп;
- «Чингисхан» (англ. Genghis Khan, 1 игрок) — в этом сценарии игрок управляет монгольской ордой и пытается завоевать азиатские государства или сделать их своими вассалами; на старте монголы не имеют городов, но у них есть 3 юнита-лагеря, которые производят войска; завоевание каждого нового государства открывает доступ к новой технологии;
- «Предзнаменования» (англ. Omens, от 1 до 2 игроков) — альтернативно-исторический сценарий, начинающийся в 1754, в котором французы и британцы ведут борьбу за власть в долине реки Огайо. Игрок принимает роль либо маркиза Дюкейна (Франция) либо Джорджа Вашингтона (Англия). В основе конфликта лежит религия: французские католики сражаются с английскими протестантами. Между молотом и наковальней оказалась цивилизация Ленапе. Между тем приходит весть о появлении Всадников Апокалипсиса;
- «Орда варваров» (англ. Barbarian Horde, 1 игрок) — в отличие от остальных, этот сценарий не посвящён конкретным историческим событиям, а реализует новую концепцию геймплея — игрок руководит армией варваров, вторгающихся в мир, населённый цивилизованными народами (которым даётся фора от 25 до 100 ходов); экономика и дипломатия фактически отсутствуют, при захвате города варварами он разрушается; войска нанимаются на награбленное золото в лагере варваров, который представляет собой специальный юнит; цель игры — завоевать весь мир.

## Отзывы
| Сводный рейтинг | Сводный рейтинг |
| Агрегатор       | Оценка          |
| --------------- | --------------- |
| GameRankings    | 82,80 %         |